# Ophiomyia dhofarensis
Ophiomyia dhofarensis este o specie de muște din genul Ophiomyia, familia Agromyzidae, descrisă de Deeming în anul 2006.
Este endemică în Oman. Conform Catalogue of Life specia Ophiomyia dhofarensis nu are subspecii cunoscute.